# U2
U2 es una banda de rock originaria de Dublín (Irlanda) formada en 1976 por Bono (voz), The Edge (guitarra, teclado y voz), Adam Clayton (bajo), y Larry Mullen Jr. (batería). El sonido inicial de U2 tenía sus raíces en el post-punk, pero posteriormente fueron incorporando a su música elementos de otros géneros: "Su cancionero es extenso y está repleto de variaciones: desde el rock más clásico hasta el pop más redondo, pasando por el coqueteo con la electrónica o los homenajes al góspel". A lo largo de la búsqueda musical de la banda, han mantenido un sonido construido a base de instrumentales melódicos, destacados por la textura musical de The Edge y la voz expresiva de Bono, a las que se suma una base característica integrada por la batería de Mullen y el bajo de Clayton. Sus letras, a menudo ordenadas con imágenes espirituales, se centran en temas personales y temática de justicia social y paz.
U2 se formó en la Mount Temple Comprehensive School, cuando sus miembros iniciales eran adolescentes y tenían un limitado conocimiento musical. Al cabo de cuatro años, firmaron su primer contrato discográfico con Island Records y lanzaron su álbum debut, llamado Boy. A mediados de los años ochenta, la banda pasó a ser conocida mundialmente. Tuvieron más éxito como artistas en vivo que como artistas comerciales por lo que a venta de álbumes se refiere, hasta su álbum de 1987 que los catapultó a la fama, The Joshua Tree, el cual según la revista Rolling Stone, elevó a la banda «de héroes a superestrellas». La reacción a su "estancamiento" musical a finales de los años ochenta, hizo que el grupo decidiera reinventarse con su álbum de 1991, Achtung Baby en compañía del Zoo TV Tour; durante esta década U2 se influenciaría en el pop, la electrónica, el dance y el rock alternativo y los integraría a su sonido. Su salto más alejado a sus raíces sería en 1997 con el álbum Pop, un álbum que llevaba desde canciones de pop puro, hasta canciones más pop rock, hasta algunas sumamente alternativas como «Please». El álbum tuvo un nivel de éxito medio, pero su sencillo de presentación «Discothèque», le dio a la banda su primer sencillo top 10 en Estados Unidos desde 1992. U2 volvió a ganar un gran éxito comercial en el año 2000 con el álbum All That You Can't Leave Behind. Luego de este álbum U2 dejó de lado los sonidos experimentales que llevaron a cabo en la década de los 90, volviéndose más convencionales mientras mantenían sus influencias musicales iniciales retornando al sonido de sus primeros discos.
Son uno de los artistas musicales con mayores ventas, vendiendo más de 170 millones de copias mundialmente. Han ganado 22 Premios Grammy, más que cualquier otra banda, y en 2005, fueron incluidos en el Rock and Roll Hall of Fame. Rolling Stone los posicionó en el puesto número 22 en su lista de los "100 Mayores Artistas de todos los tiempos".
U2 ha grabado catorce álbumes de estudio, su trabajo más reciente es Songs of Experience que contiene 13 canciones y fue lanzado el 1 de diciembre de 2017. Al día siguiente, 2 de diciembre, se convierte en número uno mundial en iTunes.

## Historia

### Formación,BoyyOctober(1976–1982)
El joven Larry Mullen Jr. puso un anuncio en tablón de anuncios de su colegio, el Mount Temple Comprehensive School, buscando gente para formar un grupo. En principio hizo que pasaran los guitarristas. Dave Evans ("The Edge") fue el tercero y el último en ingresar, ya que Larry quedó convencido de que no conseguiría algo mejor. También acudió al anuncio el hermano de Dave, Dick Evans, aunque abandonaría la banda antes de la grabación del primer disco, fundando posteriormente la banda "The Virgin Prunes". Luego fue el turno de los bajistas, donde Adam Clayton se ganó el puesto no solo por un contundente talento, sino también por su experiencia en otras bandas anteriores. Por último, Larry quería una segunda guitarra y voz, y ahí llegó el turno de Paul Hewson. Paul comenzó tocando la guitarra, y lo hizo mal. Entonces, Larry pidió que cantara, y lo hizo peor. Entonces, Larry siempre acusó a su olfato de lo que en ese momento parecía una locura: "Un cantante debe tener personalidad, y él la tenía", dijo Larry años más tarde.
La banda solo tenía la batería, la guitarra eléctrica de Edge y la guitarra acústica de su hermano, ambas sin amplificadores, y el bajo de Adam, con un amplificador bastante viejo. Comenzaron tocando temas de The Beatles, de The Rolling Stones, etc. Paul se cambió el nombre a Bono Vox, (más tarde acortado a Bono) en honor a una tienda de auriculares de Dublín, que en latín quiere decir "Buena Voz". Dave adoptó también un nombre artístico, llamándose The Edge, y Larry agregó el "JR" a su nombre, ya que poseía el mismo nombre de su padre..
Se llamaron Feedback antes de cambiarse a The Hype en 1977, pero la llegada de U2 fue un poco extraña, ya que Dick dejó el grupo en medio de un concierto por razones difíciles de definir, y ahí nació U2. Dick terminó tocando con los Virgin Prunes. Suele decirse que el grupo se bautizó U2 en honor al avión espía Lockheed U-2, que fue derribado por los rusos en los días del nacimiento de Bono; en realidad, según reconocen los propios miembros del grupo en su autobiografía "U2 by U2", la elección del nombre fue más o menos provisional hasta encontrar otro más adecuado, pero su creciente fama y proyección internacional asentó el nombre. Steve Averill (diseñador de las carátulas de los álbumes y sencillos del grupo) fue quien sugirió el nombre. U2 también es un juego de palabras, ya que se pronuncia al igual que you too o you two (inglés: "tú también" o "vosotros dos").
U2 dio su primer gran golpe en 1978, cuando ganaron un concurso patrocinado por Paul McGuinness en su último año de instituto. El día 25 de mayo de 1978, Paul McGuinness, hasta entonces mánager de The Straglers les vio actuar y les ofreció un contrato. Incluso con eso la banda tuvo problemas para seguir adelante, porque la CBS no les contrató finalmente. En otoño de 1979, U2 grabó su sencillo de debut, "U2 Three", lanzando 1000 ejemplares solo para Irlanda, donde encabezó las listas. Después empezaron a actuar en Inglaterra, pero no tuvieron demasiado éxito.
U2 tenía otro sencillo, "Another Day" y en 1980 Island Records les hizo un contrato. A finales de año sacaron su álbum de debut, Boy, producido por Steve Lillywhite. "Boy" triunfó por su dinámica proveniente del Post Punk, combinándola con un sonido de absoluta vanguardia, especialmente en su peculiar sonido de guitarra. Sin duda, eran prometedores, y sus letras cargaban firmes mensajes políticos, por las permanentes situaciones adversas en Irlanda. La canción más importante de este disco fue "I Will Follow", aún hoy tocada en vivo en sus recitales, pero también fueron importantes canciones como "Another Time, Another Place" y "Stories For Boys". Gracias a los continuos recitales, entre los que se incluían abrir las actuaciones de Talking Heads y una pequeña gira denominada Boy Tour, U2 pudo llevar a Boy al 70 de las listas estadounidenses a principios de 1981. Con la producción de Lillywhite lanzaron el álbum October. Fue muy poco exitoso y la banda lo sufrió mucho, ya que los sorprendió una mala respuesta popular justo cuando alcanzaban la escena musical importante. Pero manteniendo una dinámica de disco tras disco, se mantenían siempre con algo entre manos.

### War,Under a Blood Red SkyyThe Unforgettable Fire(1983-1985)

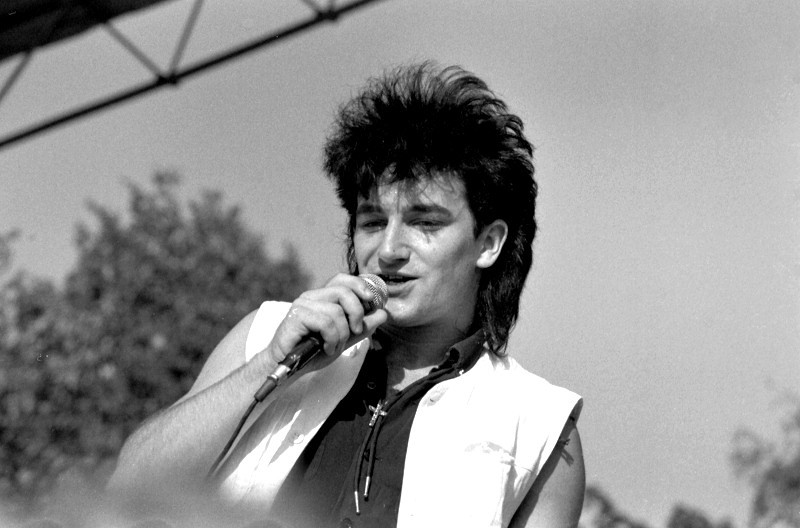
Bono durante el "The War Tour 1983".

Lillywhite continuó en la producción de discos de la banda con el álbum War, realizado en la primavera de 1983.
Este álbum tenía más mensaje político que los álbumes anteriores y en él se incluyeron dos de las canciones más famosas del cuarteto; "Sunday Bloody Sunday" y "New Year's Day", la beligerante declaración de paz de U2, cumple 32 años sin perder actualidad. Con estos temas alcanzaron la cima en varios ránquines y War despertó la curiosidad de quienes buscaban un sonido nuevo y letras que realmente despertaran los sentimientos de los jóvenes irlandeses.
Durante el War Tour lanzaron el disco y el vídeo titulado Under a Blood Red Sky, grabado en Red Rocks Colorado, con lo que U2 ya empezaba a revolucionar la manera de presentar un concierto en vivo. El álbum entró en las listas en el número 2 y se convirtió en el directo de mayor éxito de las islas británicas.
Durante este período en el que U2 ya empezaba a ganarse al público británico, estos recibieron una importante invitación de Juan Pablo II. Era conocido que U2 cargaba algunas de sus canciones con mensajes religiosos, pero realmente era contradictoria la invitación. Después de un largo debate decidieron aceptar, pero pidieron que no hubiera camarógrafos ni paparazzi, querían una charla íntima con el papa. Respondieron que sin cámaras ni filmadoras no había gracia, que era lo mismo que no fueran. "Hagan lo que quieran, pero sin nosotros", respondió Bono.
Después de War, U2 volvió a los estudios con Brian Eno y Daniel Lanois como productores, quienes le dieron un toque experimental. Lanzado en otoño de 1984, The Unforgettable Fire volvió a conseguir el éxito obtenido con War. Fue uno de los discos más revolucionarios de la banda, adoptando un estilo absolutamente distinto al de sus inicios, cargando a sus canciones de fracciones melódicas, y explotando más que nunca la creatividad de su guitarra. Incluso fue uno de los períodos más creativos de Adam, el bajista. Entró en el número 1 de las listas británicas y en el 12 de las estadounidenses. El álbum supuso ingresar en el top 40 de las listas estadounidenses con la canción de homenaje a Martin Luther King "Pride (In the Name of Love)". U2 salió de gira para promocionar el disco, titulado Unforgettable Fire Tour; dentro de los conciertos de ese tour destacó una actuación memorable en el Live Aid, donde ya tenían el mundo a su alcance. Después de la gira, lanzaron el mini-LP en directo Wide Awake in America en 1985.

### The Joshua TreeyRattle and Hum(1986–1989)

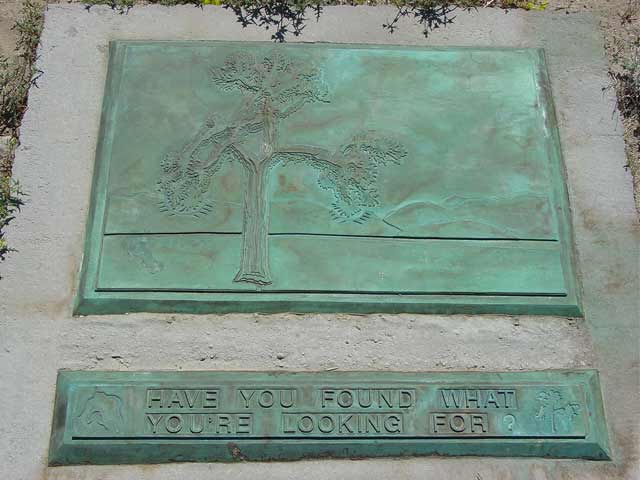
Placa en el lugar donde se tomó la fotografía de la carátula de The Joshua Tree

Aunque U2 se había convertido en una de las bandas de rock más exitosas de la década de 1980, todavía no habían logrado el estrellato, hasta que en la primavera de 1987 lanzaron The Joshua Tree. Aclamado con magníficas críticas, muchos lo calificaron de obra maestra. Este disco se convirtió en su primer número uno en Estados Unidos y su tercer álbum en alcanzar el número uno en el Reino Unido. Con sus números uno en Norteamérica, "With or Without You" y "I Still Haven't Found What I'm Looking For", The Joshua Tree y el tour que le precedió (The Joshua Tree Tour) fueron merecedores de portadas en revistas tan prestigiosas como Time. El álbum también incluía el mítico sencillo "Where the Streets Have No Name".
U2 decidió filmar un documental sobre su gira estadounidense, grabando además nuevo material en el camino. El proyecto se llamó Rattle and Hum, que fue respaldado por un doble disco en el que había canciones en vivo junto con material nuevo. Mientras que con el álbum Rattle and Hum lograban ser un éxito, tanto el documental como la película recibían pobres críticas en las que se reseñaba la fascinación del grupo por la música de raíces estadounidenses como el blues, el soul, el country y el folk. Después de realizar una de sus mejores giras, el Lovetown Tour, el grupo se tomó un descanso.

### Achtung Baby, Zoo TV yZooropa(1990–1993)
U2 se reunió en Berlín en 1990 para grabar un nuevo álbum, con Eno, Lillywhite y Lanois. Aunque las sesiones de grabación fueron difíciles y la banda estuvo a punto de disolverse, el resultado, Achtung Baby, representó una triunfante reinvención del sonido base de la banda. Si en sus primeros tiempos se habían dejado influir por el post-punk y la música estadounidense en su etapa media, ahora se sumergía en la música de baile y por la música electrónica. Inspirados por igual por el Bowie de los años setenta y por el "sonido Mánchester", Achtung Baby tenía un sonido más variado y atrevido que el de los U2 en su primera etapa, y no defraudó a su audiencia. El álbum debutó con un número uno y lanzó éxitos en el top diez como "Mysterious Ways" y "One".
La canción que aparece en el LP Achtung Baby de 1991, "One", es considerada por muchos como la mejor canción escrita por Bono, por ser una de las más emotivas en cuanto interpretación y en cuanto a sentimiento cuando es interpretada en vivo. Curiosamente, esta canción no fue escrita pensando en el amor, sino todo lo contrario que pudiera pensar Bono en ese entonces, esta canción, en palabras del propio Bono, es una vista al mundo en el que vivimos, donde no se puede controlar la idea del egoísmo entre las religiones, las costumbres, las ideas, etc., entre los países que habitan este planeta, la canción hace remembranza a la hermandad que debe de existir y a la oportunidad de querer como hermanos sin necesariamente serlo. Pero también tiene el significado de la aceptación de las formas en como el ser humano se acepta en este mundo.
Cabe destacar que esta canción es utilizada muy frecuentemente en eventos sociales, comúnmente bodas, al respecto Bono ha dicho que no tiene ningún significado como para ser considerada como una canción que hable de las relaciones amorosas.
A principios de 1992, el grupo se lanzó a una nueva gira en apoyo de su Achtung Baby. Con el nombre de Zoo TV Tour, esta gira fue una novedosa combinación de efectos multimedia, con un escenario formado por pantallas gigantescas, coches colgando y con llamadas de móviles. Bono se creó un alter ego llamado "The Fly" ("la mosca"), que representaba el estrellato. Era evidente que U2 estaban más desenvueltos y se divertían más que nunca, pero no habían abandonado su implicación social.
Después de finalizar el Zoo TV Tour en América a finales de 1992 y antes de comenzar su tramo europeo, U2 entró en el estudio para grabar nuevo material: Zooropa, lanzado en 1993 coincidiendo con su gira del mismo nombre. El álbum demostró tener una influencia techno y de dance mayor que Achtung Baby y recibió buenas críticas y algunos sencillos del que destacaron "Lemon" y "Stay (Faraway, So Close!)". Pese a que el álbum no fue un éxito de ventas, pues no alcanzó los dos millones de copias vendidas, obtuvo un Grammy al "Mejor Álbum Alternativo" de 1994. Durante la gira de Zooropa, "The Fly" se transformó en MacPhisto en su segundo tramo. La gira, que terminó en una emotiva noche en Tokio el 10 de diciembre de 1993 (casi dos años después de dar comienzo en Lakeland el 29 de febrero de 1992 y tras 159 conciertos), la banda se tomó otro descanso.
La gira Zooropa fue considerada desde entonces como una de las más grandes y originales giras de la historia del rock, y esa época es recordada, por la gran mayoría de los fanes del grupo y por la crítica especializada, como la etapa más creativa y exitosa del grupo.

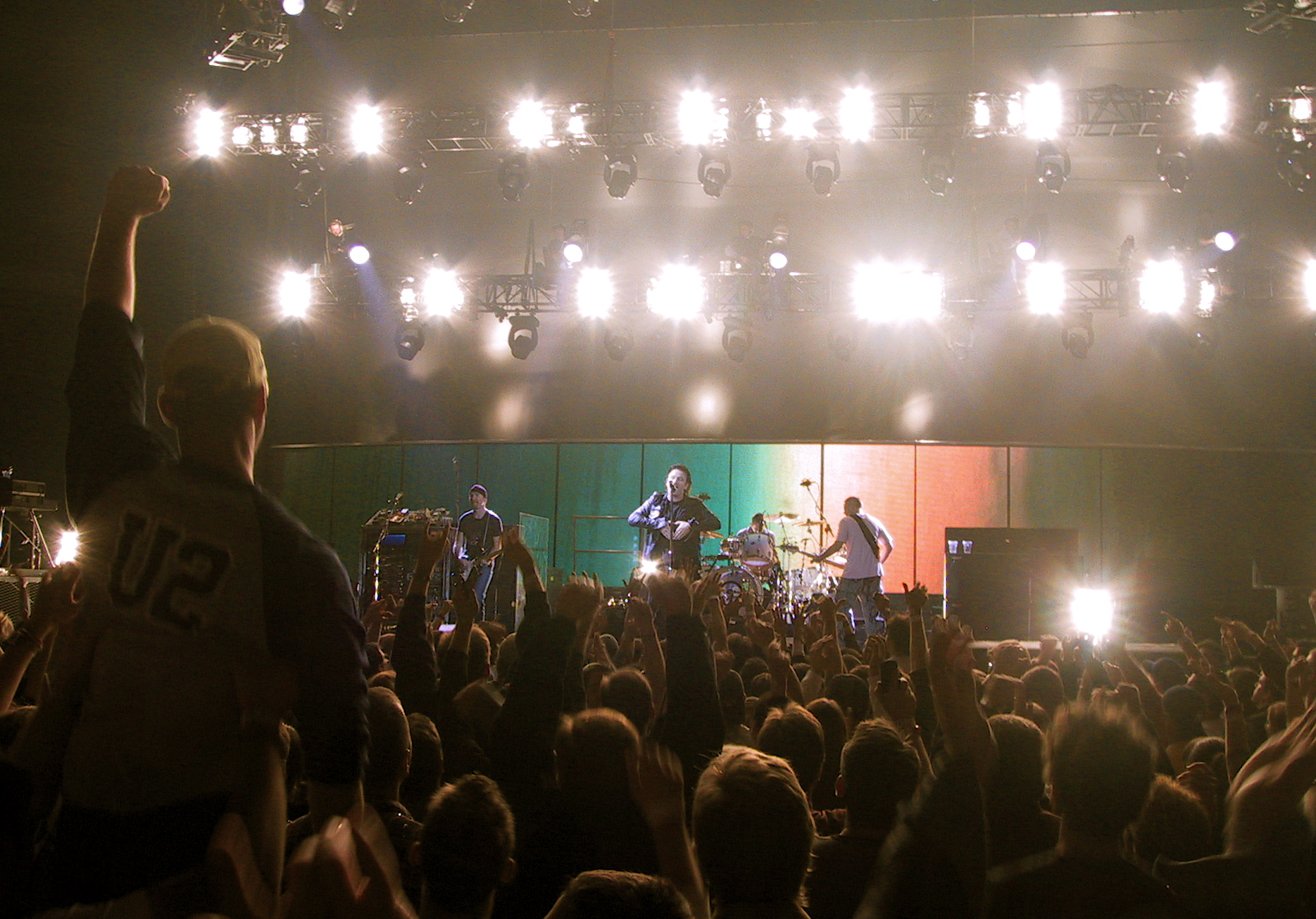
Concierto de U2 en Kansas City, durante el Elevation Tour, en el que la banda recorrió Norteamérica y Europa (2001).

### Passengers,PopyPopmart(1995–1998)
Durante 1995, U2 reapareció con "Hold me, Thrill me, Kiss me, Kill me", una pieza de glam rock para la película Batman Forever, producida por Nellee Hooper. A finales de ese año, colaboraron en Original Soundtracks 1 de Brian Eno. Lanzaron el álbum con el seudónimo de The Passengers, pasando inadvertido ante la crítica. De este álbum destaca el tema "Miss Sarajevo" que cantan junto a Luciano Pavarotti. Muchos fanes devotos del grupo y el baterista de la banda, Larry Mullen, estaban decepcionados por el proyecto de Passengers, así que U2 prometió lanzar en otoño de 1996 un álbum de rock.
Este disco tardó bastante tiempo en editarse, aplazándose hasta la primavera de 1997. Durante el retraso, se filtraron algunos temas, como "Discothèque", su primer sencillo. Quedó claro que el nuevo álbum tenía fuertes influencias del techno, del dance y de la música electrónica. Cuando finalmente salió al mercado, Pop obtuvo fuertes ventas iniciales y algunas de las peores críticas de su carrera, con la que comenzaron su gira Popmart que los llevó por primera vez a Sudamérica con presentaciones en Argentina, Brasil y Chile, así como a México por segunda ocasión.
A finales de 1998, el grupo volvió con The Best of 1980-1990, la primera de una serie de recopilaciones editadas por Polygram. Allí se incluyó la versión Mix del tema "Sweetest Thing", que se convirtió en un éxito llegando a ocupar posiciones privilegiadas en las principales carteleras musicales.

### All That You Can't Leave Behindy el Elevation Tour (2000–2002)
Tres años después de Pop, U2 se unió a Brian Eno y Daniel Lanois nuevamente para realizar All That You Can't Leave Behind en otoño del 2000, álbum con el que la banda volvió a su característico sonido de guitarras. En él se incluían temas como "Beautiful Day", (que recibió un premio Grammy), "Walk on", "Kite" y "Elevation". En el 2002 lanzaron un nuevo recopilatorio de su segunda década como banda, denominado The Best of 1990-2000. Allí se incluyó como promocional, el sencillo "Electrical Storm" que se convirtió en un éxito durante este año.
A estos dos lanzamientos les precedió la Elevation Tour,. que comenzó en Miami el 24 de marzo de 2001 y terminó en la misma ciudad, pero casi nueve meses después de comenzar, el 2 de diciembre. En esta gira, al igual que en el disco promocionado, volvió el ambiente más íntimo frente a los macro conciertos de Zoo TV y Popmart. Durante esa gira se editaron dos DVD; Elevation: Live from Boston y U2 Go Home: Live from Slane Castle.
En 2002, U2 junto con otra bandas como Kiss, Metallica, The Offspring, Red Hot Chili Peppers y Rancid, participaron en un disco tributo a la banda de punk rock, The Ramones llamado We're A Happy Family. El disco fue producido por Johnny Ramone y lanzado bajo el sello de Columbia Récords.

### How to Dismantle an Atomic Bomby el Vertigo Tour (2004–2008)

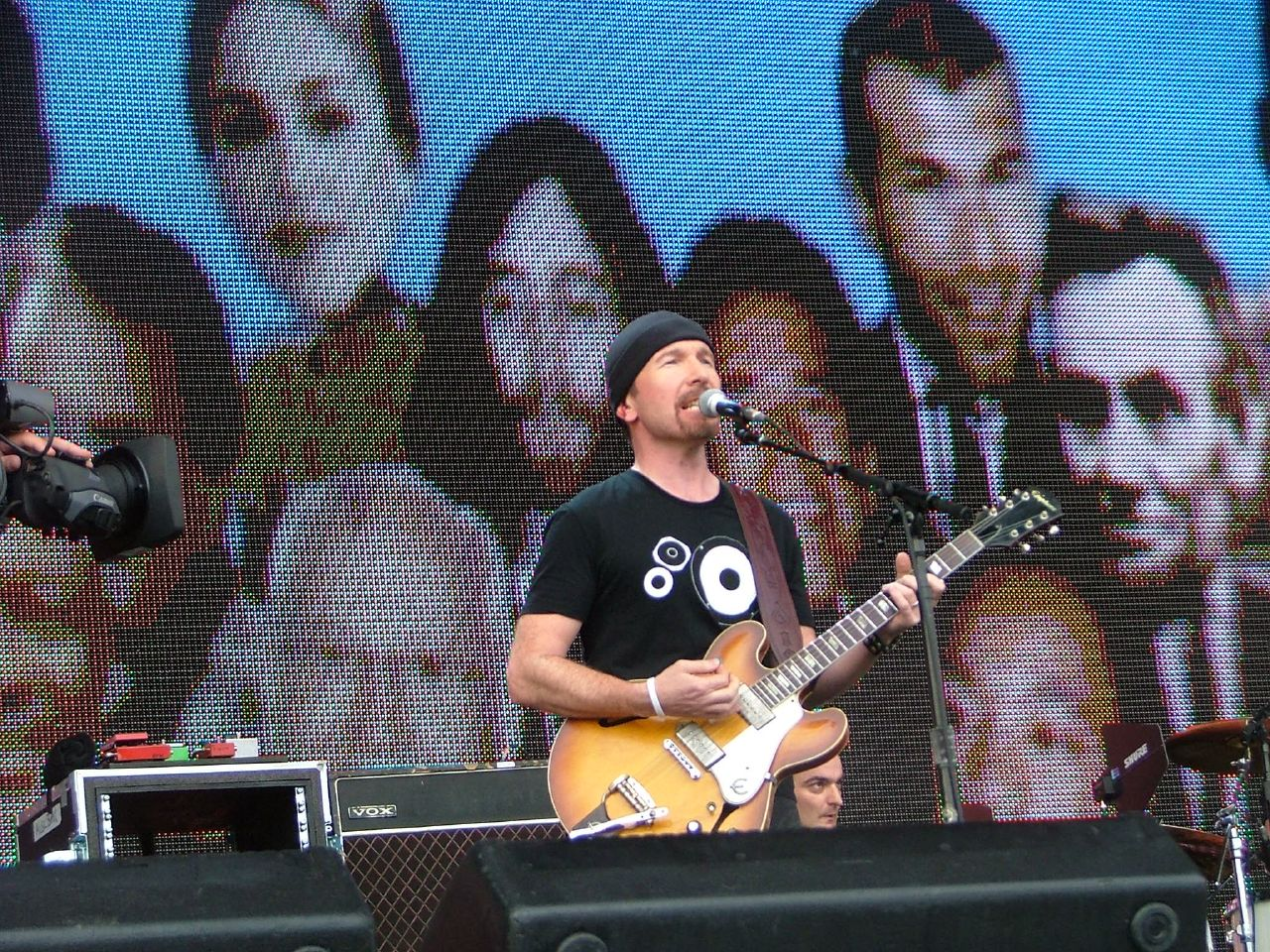
The Edge durante la presentación de U2 en el concierto del Live 8 en Londres, el año 2005.

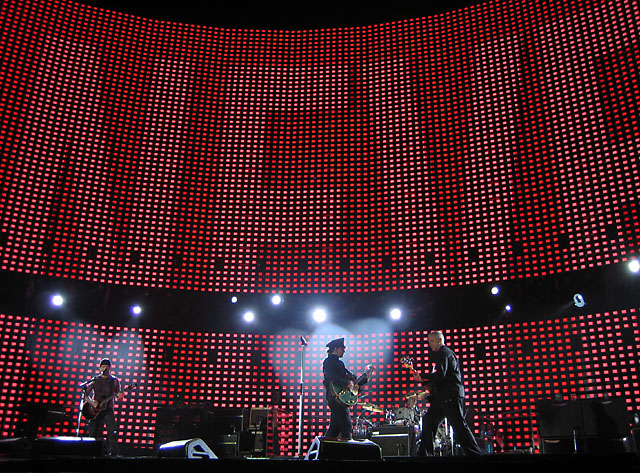
U2 durante el concierto que brindaron en Bruselas en el marco del Vertigo Tour.

A finales de 2004, U2 sacó a la luz su álbum, How to Dismantle an Atomic Bomb, un disco de rock del que han extraído sencillos como " Vertigo", "Sometimes You Can't Make It on Your Own", "City Of Blinding Lights", "Original of the Species" y "All Because of You".
La gira promocional de este material comenzó el 28 de marzo de 2005 en la ciudad de San Diego, California, bajo el título de Vertigo Tour. En esta gira U2 recorrió los Estados Unidos y Canadá entre marzo y mayo de ese año, para continuar en Europa en el verano (entre el 10 de junio, en Bruselas y el 14 de agosto en Lisboa) y regresar a Estados Unidos y Canadá en otoño, a partir del 12 de septiembre en Toronto y hasta el 19 de diciembre en Portland. Durante enero y febrero de 2006, el grupo realizó la cuarta etapa de la gira, que incluyó el triunfal retorno de U2 a países como México, Brasil, Chile y Argentina, que no habían sido incluidos en la gira anterior, Elevation de 2001. El 8 de marzo de 2006, entre los conciertos de Argentina y Nueva Zelanda, el grupo anunció que la banda se veía obligada a posponer las últimas 10 fechas, que abarcaba Nueva Zelanda, Australia y Japón debido a la enfermedad de un familiar cercano a uno de los miembros de la agrupación. Estas fechas fueron reprogramadas a partir del 7 de noviembre con el concierto en Brisbane, Australia, finalizando la gira en Honolulu, Hawái, el 9 de diciembre de 2006.
En 2005 ve la luz en Inglaterra el libro autobiográfico U2 by U2 (HarperCollins, 2005), editado por Neil McCormick, con textos procedentes de más de 150 horas de entrevistas con la banda y 1500 fotografías. En este libro de 352 páginas la banda cuenta su historia desde sus años de infancia hasta la fecha. La edición en castellano corre a cargo de RBA, y se publicó en septiembre de 2006.
Ese mismo año, U2 participa en el Live 8 interpretando, junto a Paul McCartney, la canción de The Beatles "Sgt. Pepper's Lonely Hearts Club Band", que iTunes ofrece posteriormente para descarga digital. También graba una versión de "One" para el álbum The Breakthough de Mary J. Blige, que se edita como uno de los sencillos promocionales del disco.
A finales de 2006, graban junto a Green Day una versión de la canción del grupo punk escocés The Skids, "The Saints are Coming". Este tema se lanza como sencillo a beneficio de la campaña Music Rising, llevada adelante por The Edge para ayudar a los músicos de Nueva Orleans que, tras las devastadoras inundaciones provocadas por el Huracán Katrina, quedaron sin su sustento de trabajo; sus instrumentos musicales. La versión fue presentado el 25 de septiembre de 2006, en el marco de la reinauguración del Luisiana Superdome, en Nueva Orleans.
El 20 de noviembre de 2006 publican un nuevo recopilatorio, U218 Singles, con 16 de sus canciones más conocidas y dos temas nuevos (la versión "The Saints are Coming" y la inédita "Window in the Skies", lanzada como sencillo promocional). En octubre de ese mismo año la banda se cambió a Mercury Récords tras 26 años afiliados a Island Récords, ambas subsidiarias de Universal Music Group.
En enero de 2008, el mánager de la banda, Paul McGuinness, anunció que U2 está preparando la salida al mercado de la continuación de How to Dismantle an Atomic Bomb en febrero de 2009. En marzo del 2008 se estrenó en gran parte de Latinoamérica la película U23D., filmada durante la gira Vertigo en cuatro países: Chile, Brasil, México y Argentina.

### No Line On The Horizony U2360°Tour (2009-2011)
El 2 de marzo de 2009 salió a la venta, tras más de 4 años preparándolo, su duodécimo álbum, No Line on the Horizon. Grabado en lugares tan dispares como Fez (Marruecos), Francia, Hanover Quay Studios en Dublín y finalmente en los Olympic Studios de Londres. Su primer sencillo se tituló "Get on Your Boots"; el segundo sencillo es "Magnificent", lanzado el 4 de mayo de 2009; el tercer sencillo titulado "I'll Go Crazy If I Don't Go Crazy Tonight", fue lanzado el 7 de septiembre de 2009. El 30 de junio del mismo año U2 inició en Barcelona la gira 360° Tour que los llevó en 2009 por Europa, Estados Unidos y Canadá. En 2010 se presentaron en Europa y Oceanía. Para 2011, en febrero, se presentaron en Sudáfrica, el 25 de marzo en Santiago, Chile, en abril con 3 Shows en La Plata, Argentina y 3 shows en São Paulo, Brasil, luego en mayo se presentaron en Ciudad de México, con 3 shows. En junio y julio U2 reprogramo los conciertos cancelados en Estados Unidos Y Canadá, por una operación a la columna de Bono, esta es la etapa final de 360° Tour, que es considerada la mejor gira de la historia, con una asistencia total de 7.742.000 espectadores en tan solo 85 espectáculos.
El 25 de octubre de 2009, un concierto del "U2360°Tour" desde el Estadio Rose Bowl (California, Estados Unidos) se convirtió en el primer concierto completo transmitido en vivo por YouTube. El mismo concierto fue puesto a la venta en varias ediciones conteniendo los formatos de DVD y Blu Ray en junio de 2010. En la edición deluxe está incluido el sencillo "Soon (Kingdom Of Your Love)", canción que sonó en todos los conciertos de la gira justo antes de aparecer la banda.
A través de su servicio de suscripción U2 Online, se ofrece un disco de Remixes titulado "Artificial Horizon", incluyendo colaboraciones con Trent Reznor, Justice, Hot Chip o David Holmes, entre otros.

### Songs of Innocencey los treinta años deThe Joshua Tree(2014-2017)

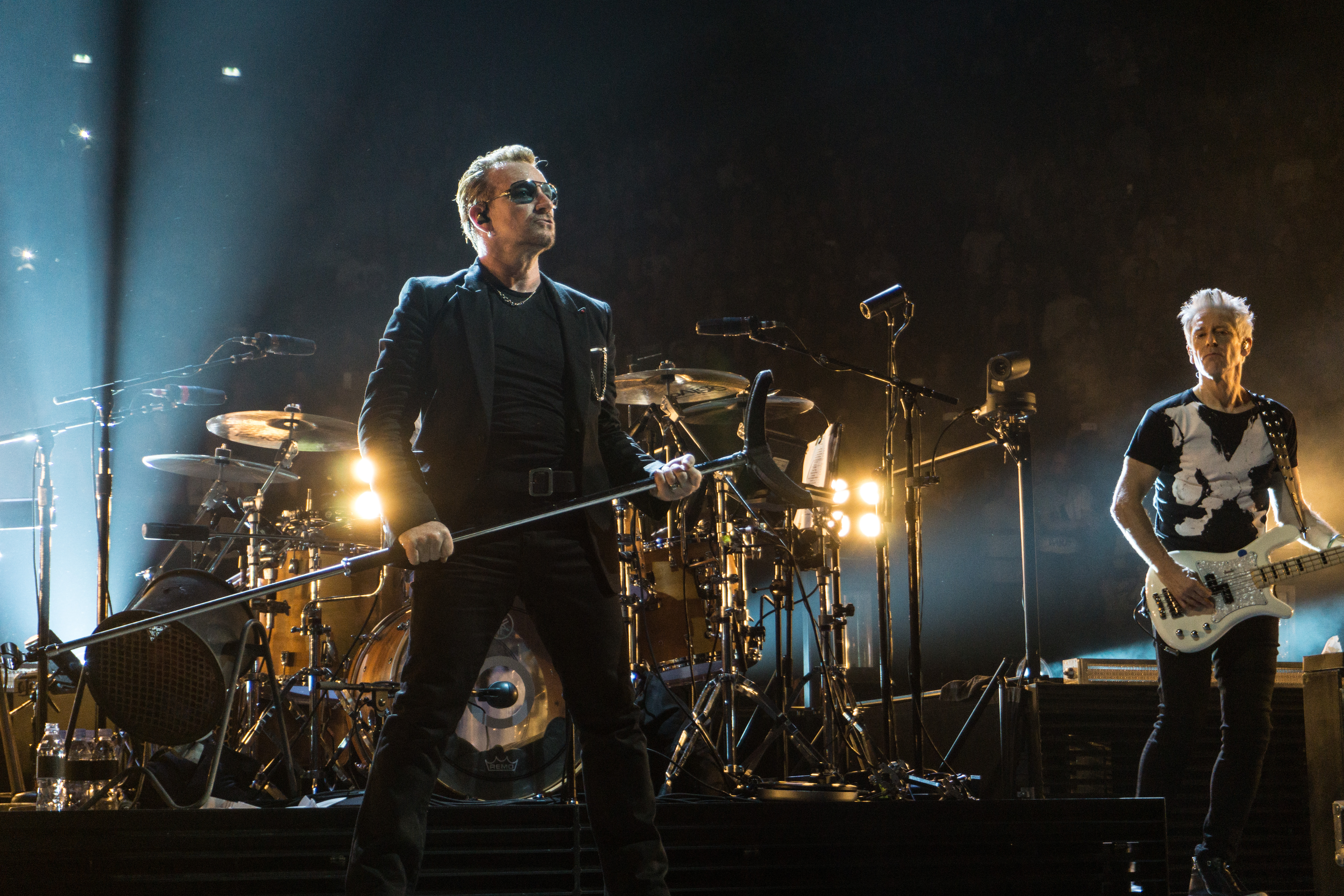
U2 actuando en París en diciembre de 2015, durante su gira "Innocence + Experience Tour".

Antes de la publicación del siguiente álbum de estudio, la banda sacará dos temas, "Ordinary Love" e "Invisible". En su momento, parecía que eran adelantos del álbum que estaba por venir, pero ninguno de ellos aparecerá finalmente incluido en el mismo, aunque "Invisible" será incluida en el disco 2 de una edición limitada.
"Ordinary love" aparece en octubre de 2013 en YouTube. Forma parte de la banda sonora de la película "Mandela: Long Walk To Freedom”, y además de ganar el Globo de Oro a Mejor Canción Original, estuvo nominada a los Oscars en la misma categoría, perdiendo ante "Let It Go" de la película "Frozen".
El 13 de noviembre de 2013 se da a conocer que Paul McGuinness deja de ser el mánager de U2, mencionándose a Guy Oseary como el nuevo mánager. Esto se debe a que Live Nation compra a Principal Managment (empresa que administró a la banda).
"Invisible" fue presentado por la banda el 2 de febrero de 2014 como parte de una campaña contra el sida: durante ese día, la canción pudo descargarse de forma gratuita de iTunes y, por cada descarga, Bank of America donó un dólar a RED, una organización capitaneada por Bono que lucha contra la enfermedad. Con este hecho, se recaudaron más de 3 millones de dólares.
El 9 de septiembre de 2014, U2 lanzó por sorpresa en la Keynote de Apple su nuevo disco titulado Songs of Innocence. El grupo interpretó el tema "The Miracle" y seguidamente anunció, junto con Tim Cook, que el álbum estaría disponible totalmente gratis en iTunes desde el 9 de septiembre hasta el 13 de octubre de 2014.
Apenas unos minutos después, Bono avanzó que ya tenían casi listo un segundo nuevo álbum que se llamará Songs of Experience. Ambos títulos, Songs of Innocence y Songs of Experience aluden a dos obras poéticas del poeta, pintor y grabador inglés William Blake.

### Songs of Experiencey The Joshua Tree Tour 2019 (2017-2021)

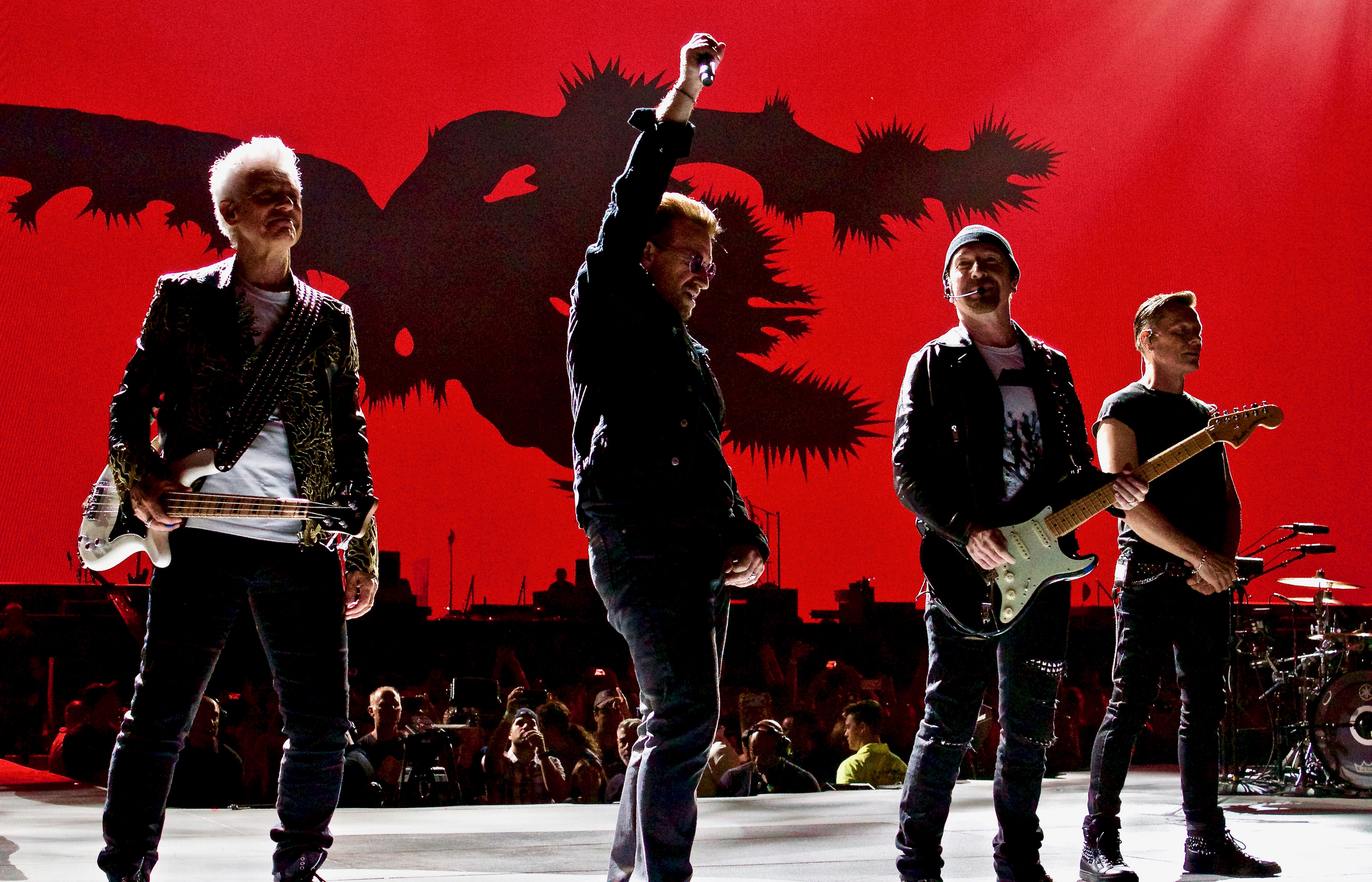
U2 durante la gira de 2018, "The Joshua Tree Tour".

A principios de septiembre de 2017, U2 desveló que el primer sencillo del nuevo álbum, Songs of Experience, sería "You're the Best Thing About Me", que finalmente es lanzado el 6 de septiembre en formato de descarga digital.
Ese mismo mes anuncian que el nuevo álbum saldría a la venta el 1 de diciembre de 2017, y en los meses que siguen, la banda publicó en su página web un segundo adelanto, esta vez un vídeo con sonido en directo del tema "The Blackout", y más tarde la interpretación en directo del tema "Get Out of Your Own Way". También afirman que la canción "The Little Things that Give You Away", interpretada repetidas veces en el "The Joshua Tree Tour 2017", formaría parte del disco.
El 1 de diciembre de 2017 se publica Songs of Experience según estaba previsto. El álbum contiene 13 temas, entre los que figuran los citados, y en su versión deluxe añade un tema inédito más ("The Book of Your Heart"), además de otros 3 temas versionados. Entre los inéditos, se encuentra la remezcla del tema ‘You’re the best thing about me’ del DJ y productor Noruego, Kygo.
Al día siguiente de su publicación, este álbum se convierte en número uno mundial en iTunes.
A la publicación del álbum siguió la gira Experience + Innocence Tour, que invertía el nombre de la anterior, Innocence + Experience Tour, y que comenzó en mayo de 2018 y finalizó en Berlín el 13 de noviembre de 2018. Al terminar el último concierto, Bono dijo unas palabras que crearon en la prensa el rumor de que la banda posiblemente se separaría después de esta etapa.
Sin embargo, en noviembre de 2019 vuelven a los escenarios con The Joshua Tree Tour 2019, que les lleva por Nueva Zelanda, Australia, Japón y -por primera vez en su historia- Singapur, Corea del Sur, Filipinas e India. Precisamente, en India graban un nuevo sencillo, "Ahimsa", en colaboración con el músico indio A. R. Rahman, ganador del Óscar y el Grammy por la banda sonora de Slumdog Millionaire y su canción "Jai Ho".

### Songs of Surrender(2022-presente)
En octubre de 2022, varios medios de comunicación informaron que U2 estaba en conversaciones para firmar con Irving Azoff y su hijo Jeffrey de Full Stop Management, tras el final del mandato de nueve años de Guy Oseary como manager de la banda. Durante un período de dos años durante los encierros por la pandemia de COVID-19, el grupo trabajó en la composición y grabación de Songs of Surrender, un álbum de versiones regrabadas y reinterpretadas de 40 canciones de su catálogo anterior. En gran parte gracias al esfuerzo de Edge y Bono, el álbum fue grabado con colaboradores que incluían a Bob Ezrin, Duncan Stewart, Declan Gaffney y Stjepan Hauser.
El proyecto fue concebido como complemento de las memorias de Bono Surrender: 40 Songs, One Story, que se publicó en noviembre de 2022. Ese mismo mes, Bono se embarcó en una gira de promoción del libro llamada "Stories of Surrender", que inicialmente constaba de 14 fechas por América del Norte y Europa. Durante los shows, Bono interpretó canciones de U2 con arreglos sencillos que se reflejaron en el álbum. Fue lanzado el 17 de marzo de 2023. Alcanzó el número uno en Reino Unido, convirtiéndose el primer álbum número uno del grupo desde 2009, pero las ventas disminuyeron rápidamente; estuvo en las listas del Reino Unido durante tres semanas y en los EE. UU. durante una semana después de alcanzar el número cinco. El lanzamiento del álbum coincidió con un documental para televisión, Bono & The Edge: A Sort of Homecoming, With Dave Letterman, que se estrenó en Disney+. Desde septiembre de 2023 hasta marzo de 2024, el grupo se embarca en su primera residencia de conciertos llamada:  U2:UV Achtung Baby Live at Sphere,  para inaugurar la MSG Sphere en la ciudad de Las Vegas.

## Influencias
U2 ha recibido influencias de The Who, The Ramones, The Clash, The Beatles, Siouxsie And The Banshees, Buzzcocks, Joy Division y Patti Smith y ha influido a OneRepublic, 30 seconds to Mars, Keane, Robbie Williams, Muse, Travis, Coldplay, The Fray, Pearl Jam, The Killers, Delirious? y Angels & Airwaves. Ha trabajado con: Green Day, R.E.M. (en un proyecto llamado Automatic Baby, formado por Michael Stipe y Mike Mills, de R.E.M. con Adam Clayton y Larry Mullen Jr., de U2), Leonard Cohen, Bruce Springsteen, Pearl Jam, Mary J. Blige, B.B. King, Luciano Pavarotti, Wim Wenders y Anton Corbijn., Jay-Z, Mick Jagger y Fergie
Grupos y artistas que han versionado canciones de U2: Avalanch, Paramore, Sepultura, James Blunt, Johnny Cash, Joe Cocker, Pearl Jam, tobyMac, Pet Shop Boys, Dream Theater, The Smashing Pumpkins, Darlene Zschech, Ignite, Keane, Pillar, Utada Hikaru, Saul Williams.

## Activismo

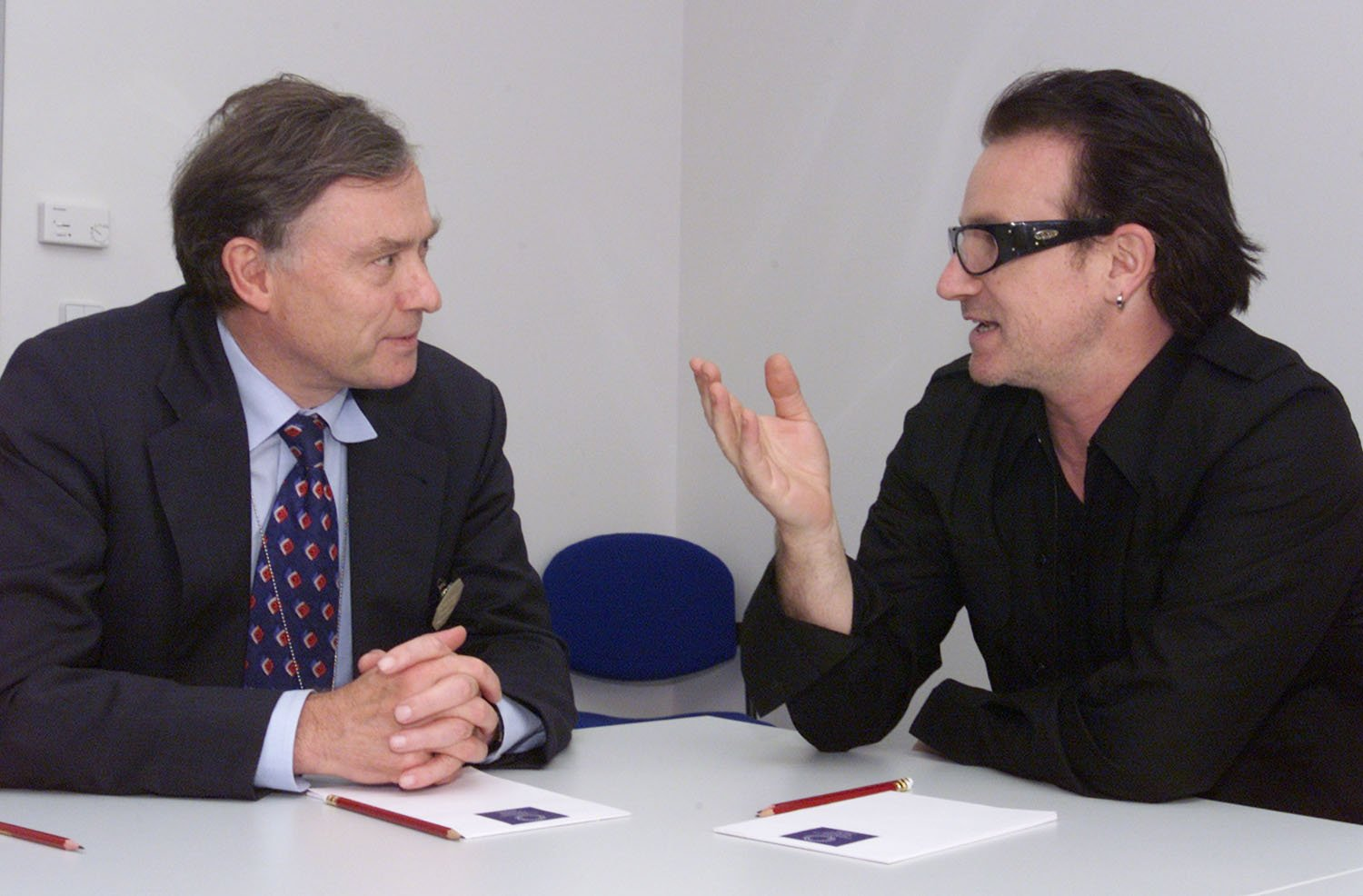
Bono junto a Horst Köhler, presidente del FMI, en el año 2000.

Además de ser conocida por su música, la banda ha destacado por sus labores sociales, especialmente Bono, quien, en 2008, ya ha sido nominado al Premio Nobel de la Paz en 3 ocasiones. También su activismo los ha llevado a colaborar con distintas organizaciones como Amnistía Internacional, Greenpeace, DATA, ONE y con causas de apoyo principalmente a los países menos desarrollados, como su participación en eventos como Live Aid (1985) y veinte años después, Live 8 (2005), ambos conciertos masivos organizados por Bob Geldof para que los países del G-8 (los siete países más ricos del mundo y Rusia) ayudaran a los países africanos.

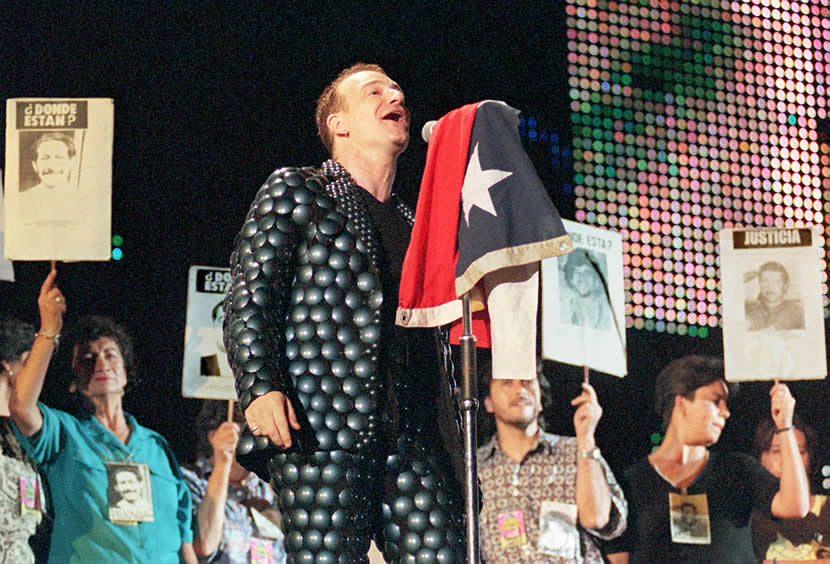
En la foto, imagen del concierto en Santiago de Chile de 1998, donde el grupo protestó contra Augusto Pinochet, quien en los días posteriores asumiría como senador designado

Desde comienzos del decenio de 1980, los miembros de U2, como un grupo o individualmente han colaborado con otros músicos, artistas, famosos, y políticos para abordar las cuestiones relativas a la pobreza, la enfermedad y la injusticia social. En 1985, Bono y Adam Clayton participaron en Band Aid para recaudar dinero para el hambre en Etiopía.
En 1986, U2 participó A Conspiracy of Hope y en Self Aid para el desempleo en Irlanda. El mismo año, Bono y Ali Hewson también visitó Nicaragua y El Salvador por invitación del Sanctuary movement y vio los efectos de la guerra civil de El Salvador. Estos eventos fueron fuertemente influenciados en el álbum The Joshua Tree, que se estaba grabando en ese momento.
En 1992, la banda participó en el concierto "Stop Sellafield" con Greenpeace durante su gira Zoo TV.
El año 1998 a finales de la Gira PopMart en Santiago de Chile en pleno concierto, en medio de la interpretación de la canción "One" y "Mothers of the Disappeared", es interpretada en el escenario con las madres de la Agrupación de Familiares de Detenidos Desaparecidos, como modo de protesta en contra de la incorporación del exdictador chileno Augusto Pinochet al senado, como senador vitalicio,a la vez que Bono pide por el esclarecimiento de donde están los cuerpos de los detenidos desaparecidos durante el periodo militar. Este hecho es uno de los más recordados de la Gira Popmart.
A finales de 2005, tras el paso del huracán Katrina y el huracán Rita, The Edge ayudó a introducir Music Rising, una iniciativa para recaudar fondos para los músicos que perdieron sus
instrumentos en la tormenta que asoló la costa del Golfo.

## Otros proyectos
Los miembros de U2 han emprendido varios proyectos en equipo, a veces en colaboración con algunos de sus compañeros de banda. En 1985 Bono grabó la canción "In A Lifetime" con la banda irlandesa Clannad. The Edge grabó la banda sonora en solitario para la película "Captive" en 1986, que incluyó una representación vocal de Sinéad O'Connor que precedió a su álbum debut. Bono y The Edge escribieron la canción "She Is A Mystery To Me" para Roy Orbison, que fue incluido en su álbum de 1989 Mystery Girl. En 1990, Bono y The Edge grabaron una versión de "A Clockwork Orange" para la Royal Shakespeare Company London (solo fue lanzado en el B-Side en el sencillo "The Fly" ). El mismo año, Larry coescribió y produjo una canción para la selección de fútbol internacional irlandesa en Italia '90, llamada "Put 'Em Under Pressure" que encabezó las listas irlandesas. Junto con Edge, Bono escribió la canción "GoldenEye" para el filme GoldenEye de James Bond que fue interpretada por Tina Turner. Clayton y Mullen hicieron arreglos para el Tema de "Mission:Impossible" para el filme de 1996.
Bono prestó su voz en "Joy" para el ámbum de Mick Jagger de 2001 Goddess in the Doorway. Bono también grabó una versión casi hablada de "Hallelujah" de Leonard Cohen para la compilación de 1995. En 1998 Bono colaboró con Kirk Franklin y Crystal Lewis (al mismo tiempo que R Kelly y Mary J Blige) para una canción de góspel próspera llamada "Lean On Me". Además, Bono cantó parte de la letra de "Slide Away" junto a Michael Hutchence, que fuera publicado en 1999, luego de la muerte del intérprete australiano.
Aparte de colaboraciones musicales, U2 ha trabajado con algunos escritores. El escritor americano William S. Burroughs tuvo una aparición especial en el video "Last Night on Earth" poco antes de su muerte. Su poema "A Thanksgiving Prayer" fue usado como secuencia de video durante la gira Zoo TV. Otros colaboradores incluyen a William Gibson y Allen Ginsberg.
A comienzos de 2000 la banda grabó tres canciones para la banda sonora de The Million Dollar Hotel, incluyendo "The Ground Beneath Her Feet" (canción lanzada como sencillo) que fue coescrita por Salman Rushdie y motivada por su libro homónimo.
En 2007 Bono apareció en la película Across the Universe e interpretó canciones de The Beatles ("I Am The Walrus" y "Lucy in the Sky with Diamonds"). Bono y The Edge también escribieron la música y la letra del musical de Brodway Spider-Man: Turn Off the Dark. Adicionalmente, The Edge creó la canción tema para las temporadas 1 y 2 de la serie de TV animada The Batman.

## Legado

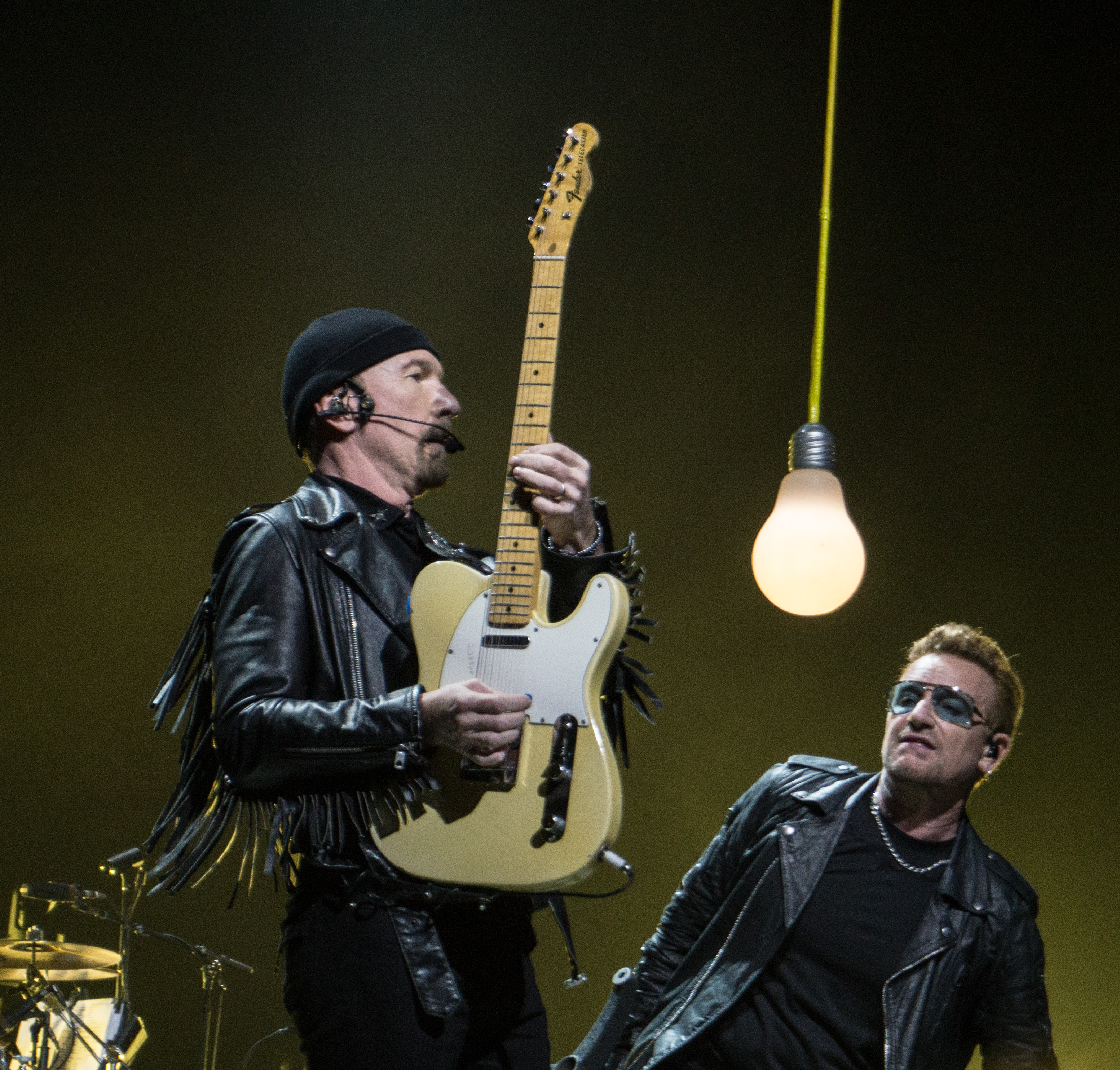
Rolling Stone nombró a the Edge y a Bono como el mejor guitarrista y cantante, respectivamente.

U2 ha vendido entre 150 y 170 millones de discos en todo el mundo, lo que los sitúa entre los artistas musicales mayores ventas de la historia. El quinto álbum de estudio del grupo, The Joshua Tree, es uno de los álbumes más vendidos en Estados Unidos (10 millones de copias enviadas) y en todo el mundo (25 millones de copias vendidas). Con 52 millones de unidades certificadas por la RIAA, U2 se ubica como el artista musical número 24 con mayores ventas en los EE. UU. U2 tiene ocho álbumes que han alcanzado el número uno en los EE. UU., la tercera mayor cantidad de cualquier grupo. Fueron el primer grupo en alcanzar el número uno en álbumes en los EE. UU. en cuatro décadas diferentes, desde 1980, 1990, 2000 a 2010. En el Reino Unido, el grupo ha tenido siete sencillos número uno, y once álbumes número uno. Las 1.468 semanas que la banda pasó en las listas musicales del Reino Unido ocupan el puesto 18 de todos los tiempos. En su Irlanda natal, U2 tiene el récord de mayor número de sencillos número uno con 21.500 y tienen 10 álbumes número uno.
En la década de 1980, U2 "dominó la escena del rock alternativo", según el crítico cultural Kevin J. H. Dettmar. Del mismo modo, en la siguiente década, fueron una de las bandas de rock alternativo más famosas del mundo y una de las bandas de rock con mayores ventas. En los 35 años de historia de la lista Alternative Airplay de Billboard, U2 tiene récords de la mayoría de las canciones registradas (42), la mayoría de los números uno en la década de 1980 (2, empatados) y la mayoría de los números uno en la década de 1990 (6).
U2 está considerado como uno de los mejores grupos de pop-rock de todos los tiempos. La revista Rolling Stone colocó a U2 en el puesto 22 de su lista de "Los 100 mejores artistas de todos los tiempos", mientras que clasifica a Bono como el 32.º mejor cantante, The Edge como el 38.º mejor guitarrista, y Mullen el 96.º mejor baterista. La revista colocó a Bono y the Edge en el puesto 35 de su lista de los "100 mejores compositores de todos los tiempos". En 2004, la revista Q clasificó a U2 como la cuarta banda más grande en una lista compilada con base en las ventas de álbumes, el tiempo pasado en las listas del Reino Unido y de mayor audiencia. VH1 colocó a U2 en el puesto 19 en su lista de 2010 de "Los 100 mejores artistas de todos los tiempos". En 2010, ocho de las canciones de U2 aparecieron en la lista actualizada de Rolling Stone de "Las 500 mejores canciones de todos los tiempos", con "One" en el puesto 36. Cinco de los doce álbumes de estudio del grupo se clasificaron en la lista de 2012 de la revista de "Los 500 mejores álbumes de todos los tiempos". "The Joshua Tree" ocupó el puesto más alto en el puesto 27.

## Reconocimientos y logros

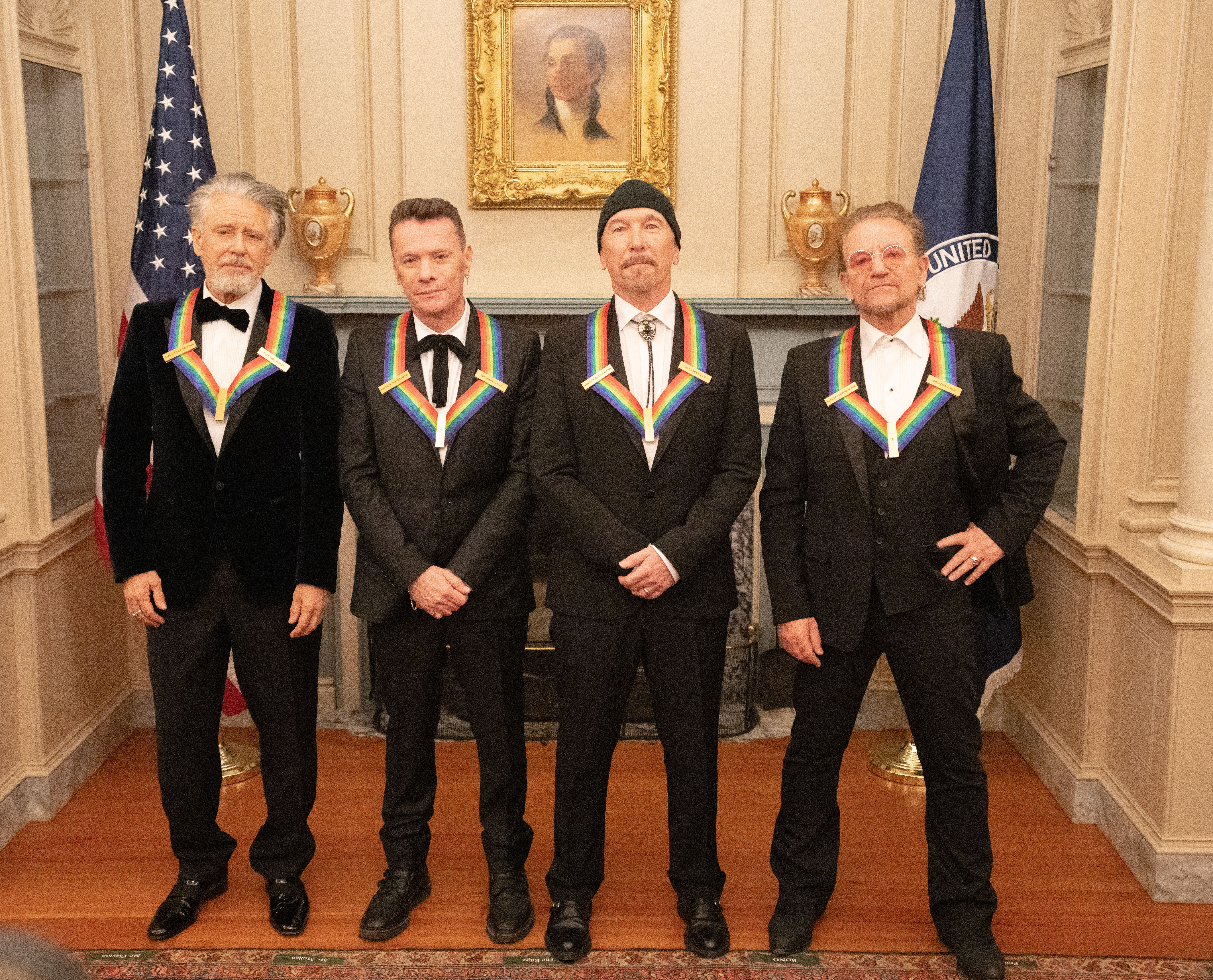
U2 recibiendo el Kennedy Center Honors en 2022.

La banda recibió su primer premio Grammy en 1988 en la categoría de "Álbum del Año" por The Joshua Tree, desde entonces, han ganado 22 premios en total de sus 46 nominaciones, más que cualquier otro grupo.  Estos incluyen Mejor Interpretación de Rock de un Dúo o Grupo, Álbum del Año, Grabación del Año, Canción del Año y Mejor Álbum de Rock. En el Reino Unido, el grupo ha recibido hasta  7 Premios Brit de sus 20 nominaciones de la industria fonográfica británica, incluidos cinco premios como Mejor Grupo Internacional. Fueron el primer grupo internacional en ganar el Brit Award por su destacada contribución a la música. En Irlanda, ha ganado 14 premios Meteor desde que comenzaron los premios en 2001. Otros premios ganados por la banda y sus miembros incluyen un Premios American Music, seis MTV Video Music Awards, once Q Awards, dos Premios Juno, cinco NME Awards y dos premios Globo de Oro. La banda fue incluida en el Salón de la Fama del Rock and Roll en marzo de 2005. Ese mismo año recibieron el reconocimiento por parte de la Amnistía Internacional. En 2006, los cuatro miembros de la banda recibieron premios ASCAP por escribir las canciones "I Still Haven't Found What I'm Looking For" y "Vertigo". En 2022, el grupo recibió los Honores del Centro Kennedy por sus contribuciones en las artes escénicas, lo que los convierte en el quinto grupo musical en recibir ese honor.
En su carrera la banda ha logrado varios premios y nominaciones, como por ejemplo:
- Premios Grammy (22)
  - 1987 - Mejor interpretación rock de un dúo o grupo con vocalista (I Still Haven't Found What I'm Looking For) y Álbum del Año (The Joshua Tree)
  - 1988 - Mejor interpretación rock de un dúo o grupo con vocalista ("Desire"), Mejor interpretación en un video musical ("Where The Streets Have No Name")
  - 1992 - Mejor grupo de rock instrumental (Achtung Baby)
  - 1993 - Mejor Álbum de Música Alternativa (Zooropa)
  - 1994 - Mejor video musical de concierto (Zoo TV: Live From Sídney)
  - 2000 - Mejor álbum, Canción del Año y Mejor grupo de rock instrumental ("Beautiful Day")
  - 2001 - Mejor álbum ("Walk On"), Mejor grupo de pop instrumental("Stuck in a Moment You Can't Get out of"), Mejor grupo de rock instrumental ("Elevation"), Mejor Álbum de Rock (All That You Can't Leave Behind)
  - 2004 - Mejor grupo de rock instrumental, Mejor canción de rock y Mejor vídeo musical (" Vertigo")
  - 2005 - Mejor grupo de rock instrumental y Mejor canción del año ("Sometimes You Can't Make It On Your Own"), Mejor canción de rock ("City Of Blinding Lights"), Mejor álbum de rock del año y Álbum del año (How To Dismantle An Atomic Bomb)
- Premios Brit (7)
  - 1988, 1989 y 1990 (Grupo internacional), 1993 (Mayor actuación en vivo), 1998 (Grupo internacional), 2001 (Grupo internacional, Contribución Excepcional).
- Premios Globo de Oro
  - 2003 Mejor canción original ("The Hands That Built América") (Ganadora)
  - 2010 Mejor Canción original ("Winter") (Nominada)
  - 2014 Mejor Canción original ("Ordinary Love") ("Mandela: del mito al hombre") (Ganadora)
- MTV Video Music Awards (5)
  - 1987 (Viewer's Choice - "With Or Without You"), 1988 (Mejor vídeo de una película - "When Love Comes to Town"), 1992 (Mejor vídeo - "Even Better Than the Real Thing"), 1995 (Viewer's Choice Europe - "Hold Me, Thrill Me, Kiss Me, Kill Me"), 2001 (Video Vanguard Award)
- MTV Europe Music Awards (3)
  - 1995 (Mejor grupo), 1997 y 2009 (Mejor acto en vivo)
- Meteor Ireland Music Awards (2001 (3), 2002 (7), 2003 (1), 2006 (3)
- Amadeus Austrian Music Award 2001 y nominaciones en 2004, 2005, 2006.
- Nominación para el premio Óscar en la categoría Music - Canción original por "The Hands That Built America", de la película Gangs of New York (2003) y "Ordinary Love", de la película Mandela: del mito al hombre (2013)

## Miembros

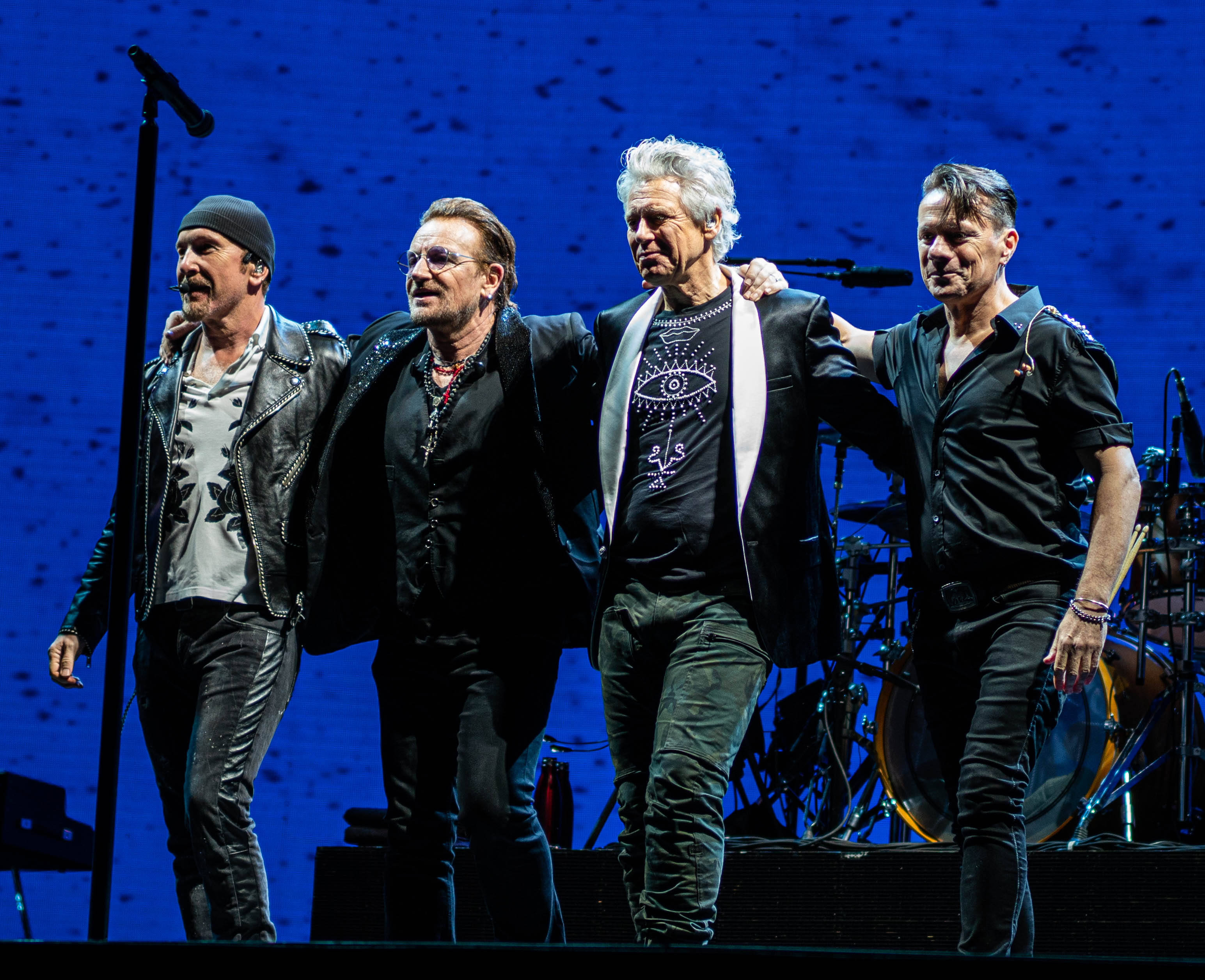
U2 en noviembre de 2019 (de izquierda a derecha): The Edge, Bono, Clayton, Mullen

Miembros actuales
- Bono (Paul Hewson) – vocalista, guitarrista, armónica (1976–presente)
- The Edge (David Evans) – guitarrista, teclados, corista (1976–presente)
- Adam Clayton – bajo (1976–presente)
- Larry Mullen Jr. – batería, percusión (1976–presente)

Miembros en directo
- Terry Lawless – teclados (2001–presente)[118]
- Bram van den Berg – batería, percusión (2023–presente)[119]

Antiguos miembros
- Dik Evans – guitarrista (1976–1978)
- Ivan McCormick – guitarrista (1976)

## Discografía
Álbumes de estudio
| - Boy (1980) - October (1981) - War (1983) - The Unforgettable Fire (1984) - The Joshua Tree (1987) - Rattle and Hum (1988) - Achtung Baby (1991) - Zooropa (1993) | - Original Soundtracks 1 (acreditado como Passengers) (1995) - Pop (1997) - All That You Can't Leave Behind (2000) - How to Dismantle an Atomic Bomb (2004) - No Line on the Horizon (2009) - Songs of Innocence (2014) - Songs of Experience (2017) - Songs of Surrender (2023) |

## Giras
Giras de conciertos
| - Irish Tour (1976–1979) - Irish + London Tour (1979) - U2-3 Tour (1979–1980) - 11 O'Clock Tick Tock Tour (1980) - Boy Tour (1980–1981) - October Tour (1981–1982) - War Tour (1982–1983) - Unforgettable Fire Tour (1984–1985) - A Conspiracy of Hope Tour (1986) - Joshua Tree Tour (1987) | - Lovetown Tour (1989–1990) - Zoo TV Tour (1992–1993) - PopMart Tour (1997–1998) - Elevation Tour (2001) - Vertigo Tour (2005–2006) - U2 360° Tour (2009–2011) - Innocence + Experience Tour (2015) - The Joshua Tree Tour 2017 (2017) - Experience + Innocence Tour (2018) - The Joshua Tree Tour 2019 (2019) |

Residencias
- U2:UV Achtung Baby Live at Sphere (2023–2024)